# Daniel Gomes
Daniel Gomes (Empada, 2 de junho de 1953) foi um político guineense. Foi Ministro dos Recursos Naturais.

## Biografia
Foi eleito três vezes como deputado da Nação – PAIGC. Em 1983/89 delegado regional da educação de Quinará. Em 2004, foi ministro de Defesa Nacional e depois de uma remodelação governamental foi nomeado ministro da Presidência do Conselho de Ministros, Comunicação Social, Assuntos Parlamentares e Porta-Voz do Governo. Em 2006, foi nomeado ministro das Pescas. Durante o governo transição foi ministro dos Recursos Naturais, ministro da Energia e Indústria. Foi Ministro dos Recursos Naturais em 2014. Faleceu no dia 11 de dezembro de 2017, vítima de doença.